# Kanton Saint-Barthélemy
Kanton Saint-Barthélemy is voormalig een kanton van het Franse departement Guadeloupe. Kanton Saint-Barthélemy maakte deel uit van het arrondissement Saint-Martin-Saint-Barthélemy en telde 6854 inwoners (Recensement 1999).
In 2007 werd Saint-Barthélemy een overzeese gemeenschap en werd het kanton opgeheven.

## Gemeenten
Het kanton Saint-Barthélemy omvatte de volgende gemeente:
- Saint-Barthélemy: 6854 inwoners